# Appliqué (textiel)

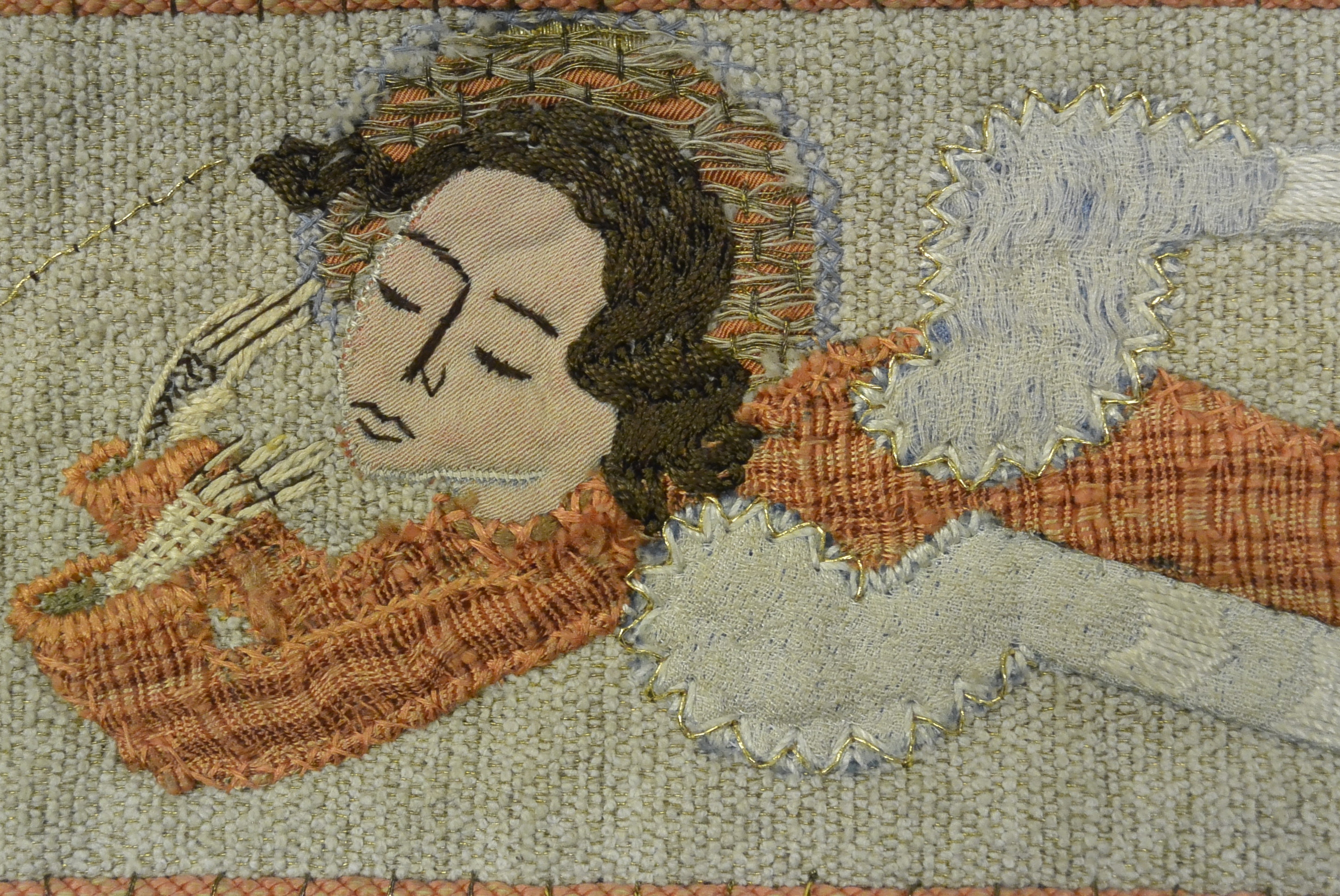
Detail kazuifel van Joanna Wichmann, combinatie van geappliceerde stoffen en borduursteken.

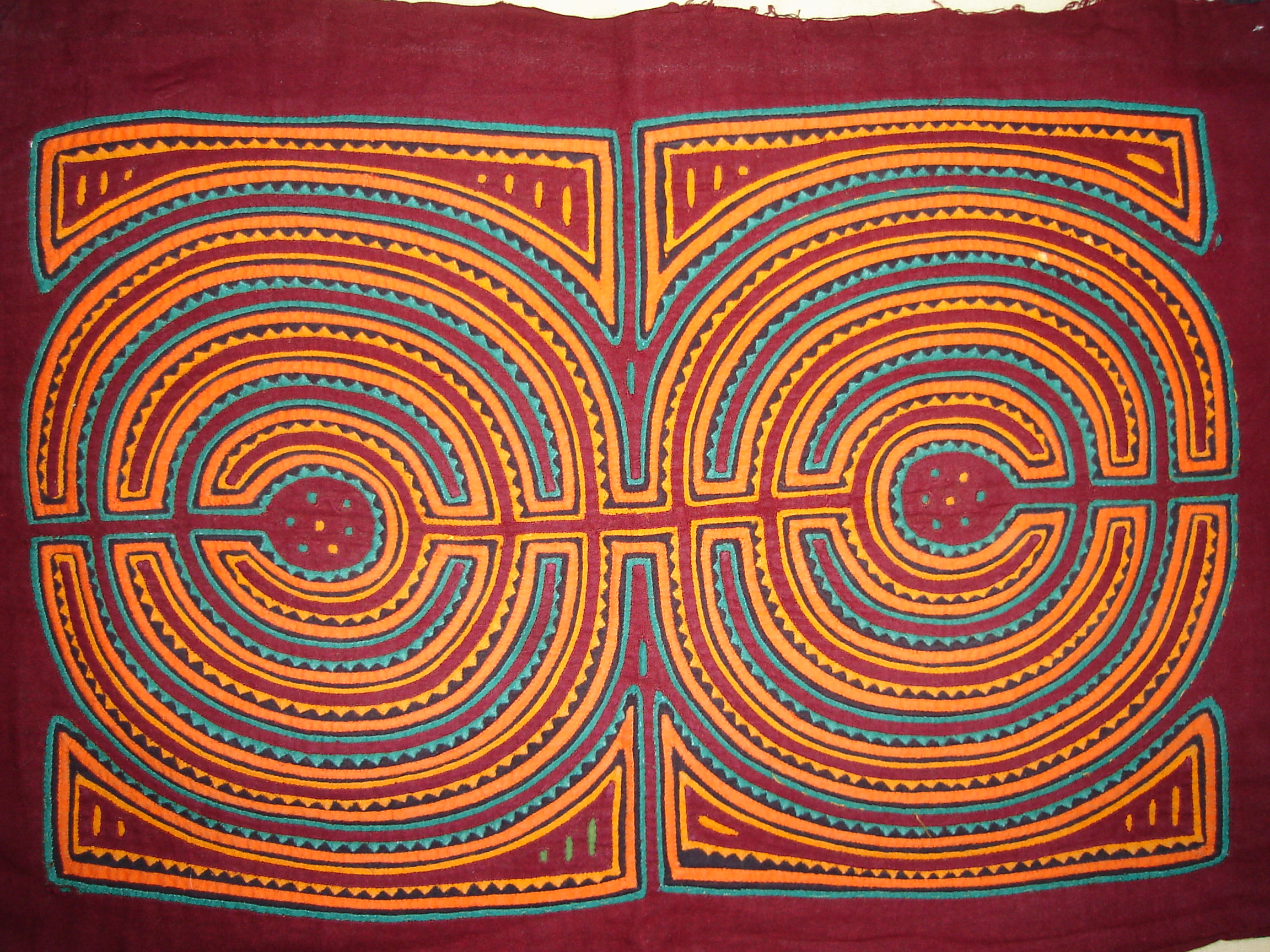
Detail van een mola, met decoratie in de kunatechniek.

Appliqué, ook wel appliqué-, opleg- of applicatiewerk genoemd, is een decoratietechniek voor textiel, waarbij een stof gedecoreerd wordt met uitgeknipte motieven van een andere stof, met een contrasterende kleur of patroon. Zij worden aan elkaar bevestigd met behulp van borduursteken. Het woord is ontleend aan het Frans en betekent ‘aangebracht op een ondergrond’. 

## Techniek en toepassing
Er zijn verschillende technieken te onderscheiden, namelijk gewone appliqué, appliqué inversé of incrustatie, en appliqué reversé of kuna. Bij de eerste techniek worden kleinere motieven op een stof van een groter formaat of op een voltooid werkstuk bevestigd. De versierende motieven die door middel van appliceren worden aangebracht kunnen uit een geweven of vilten stof bestaan, maar ook uit geweven band, tule, kant, leer, haaksels of andere soepele materialen. De applicaties kunnen zowel vlak als in reliëf worden aangebracht. Vrijwel elke borduursteek, zowel handmatig als machinaal vervaardigd, kan gebruikt worden voor de bevestiging van de motieven. De steken kunnen zo onzichtbaar mogelijk worden aangebracht of juist gebruikt worden als decoratief element. 
Bij appliqué inversé of incrustatie worden de motieven uit de basisstof geknipt en vervangen door dezelfde motieven uit een andere stof. Het patroon wordt daarmee dubbelzijdig, wat het geschikt maakt voor bijvoorbeeld vlaggen. 
Bij appliqué reversé of kuna worden twee of meer lagen stof op elkaar bevestigd, waarna delen uit de bovenste laag of lagen worden uitgeknipt, in steeds kleiner formaat. 
In diverse culturen wordt appliqué toegepast. Appliqué is naast patchwork een vaak toegepaste decoratievorm voor quilts. Hierbij wordt vulling tussen de lagen aangebracht, die vervolgens wordt doorgestikt (quilting). In Bihar (India) maakt men geappliceerde stoffen onder de naam Khatwa. De appliqué reversé die door de Kuna-indianen gebruikt wordt om hun mola’s te versieren, wordt ook wel de kunatechniek genoemd.